# الظل فوق إنسموث
الظل فوق إنسموث (بالإنجليزية: The Shadow over Innsmouth)‏ هي رواية رعب بقلم هوارد فيليبس لافكرافت، وكتبت بين شهري نوفمبر وديسمبر 1931. وهي جزء من حكايات كثولو ميثوس، حيث استخدمت عنصر الحضارة البحرية الخبيثة. وهي تعتمد على عدة عناصر مشتركة مع تلك الحكايات، مثل أسماء الأماكن والمخلوقات الأسطورية والتعويذات.
الراوي هو طالب في جولة أثرية في نيو إنغلاند. ويرى قطعة غريبة من المجوهرات في المتحف، ويعلم أن مصدرها هو ميناء مهجور قرب مدينة إنسموث. يسافر الطالب إلى إنسموث ويلاحظ أحداثا مزعجة وأناسا مخيفين. ويروي له أحد السكان المحليين قصة مرعبة عن وحوش مائية تختلط وتتزاوج مع البشر لإنتاج برمائيات هجينة. يتم الاحتيال على الطالب ليقضي الليلة في المدينة، ويتعرض لهجوم في الفندق الذي يقيم فيه. ينجح الطالب في الهرب، ولكنه يكتشف أن مطارديه هم الوحوش الهجينة التي تكلم عنها الرجل. يقوم بعدها بتنبيه السلطات، التي تتخذ إجراءات حاسمة. ثم يكتشف أن لديه أجداد من هؤلاء الأغراب ويجب عليه أن يعود إلى البحر في النهاية.
هذه هي القصة الوحيدة بين أعمال لافكرافت التي نشرت في شكل كتاب خلال حياته. وقال الناقد سبراغ دي كامب أن لافكرافت لم يثق بقدرته على رواية أعمال الإثارة.